# سیارک ۱۵۹۶۹
سیارک ۱۵۹۶۹ (به انگلیسی: 15969 Charlesgreen، نامگذاری:1998EW11) پانزده هزار و نهصد و شصت و نهمین سیارک کشف شده‌است که در ۱ مارس ۱۹۹۸ کشف شد.
قدر مطلق سیارک برابر ۴۲.۶ است.